# Дюкарев, Владимир Петрович
Владимир Петрович Дюкарев (21 июля 1943, Хутор Дубовой, РСФСР, СССР — 16 сентября 2021) — горный инженер, алмазодобытчик, российский производственный руководитель, бывший генеральный директор АК «АЛРОСА» (АО) (АК «Алмазы России-Саха»)

## Биография
Родился 21 июля в 1943 г. в хуторе Дубовой Глубокинского района Ростовской области. Рано потерял мать, отец фронтовик — участник ВОВ, осужденный по политической статье как «враг народа» после отбывания срока в семью не вернулся. Воспитывался родными со стороны матери тётушками.
Начал работать в 17 лет в 1960 г., в шахте 5БИС г. Краснодона слесарем-мотористом.
- В 1962—1965 годах служил в рядах Советской Армии, воздушно-десантных войсках в 76 гвардейской воздушно-десантной дивизии в г. Пскове, где дослужился до командира взвода, старшего сержанта специального подразделения.
- В 1965—1970 годах обучался на горном факультете Красноярского института цветных металлов и золота им. Калинина по специальности «технология и комплексная механизация открытых горных работ».
- В 1970 году был направлен на работу в Якутию (п. Полярный), где развивалась алмазная промышленность. Там был мастером буровзрывных работ (БВР) СУ-85 «Трансвзрывпром».
- С 1976 года — мастер буровзрывных работ, главный инженер, начальник карьера «Удачный» Удачнинского ГОКа, где от коллег и подчинённых получил прозвище «Глыба», за свой твёрдый характер и профессионализм.[2]
- С 1982 года — секретарь парткома Удачнинского ГОКа.
- В 1983 году был назначен главным инженером Удачнинского горно-обогатительного комбината (Производственно-научное объединение «Якуталмаз»).
- С 1986 года назначен директором Айхальского горно-обогатительного комбината. Тогда было начато строительство крупнейшего карьера трубки «Юбилейная» и выход карьера трубки «Сытыканский» на проектные производственные мощности.

Под руководством Дюкарева В. П. создавался Анабарский ГОК, проектирование и строительства подземного рудника «Айхал», проектные работы подземного рудника на трубке «Мир», «Удачный», запуск первого подземного алмазного рудника «Интернациональный», строительство и ввод в эксплуатацию Нюрбинского ГОКа.
- С 1995 года — первый вице-президент, генеральный директор акционерной компании «Алмазы России-Саха».[4]
- С 2003 года — на пенсии.

Неоднократно избирался депутатом Верховного Совета РС (Якутия) ИЛТУМЕН, депутатом Мирнинского городского собрания, занимался нормотворческой деятельностью в Верховном Совете ЯАССР, позже в Государственном Собрании Республики Саха (Якутия) Ил-Тумен.
Дюкарев В. П. совместно с Сорокиным М. П. создали первичную профсоюзную организацию алмазной промышленности «Профалмаз», в рамках которой был подписан первый коллективный договор, защищающий интересы работников. А также был создан один из первых негосударственных пенсионных фондов — «Алмазная Осень».

## Патенты на изобретения
- Способ открытой разработки крутопадающих месторождений алмазов
- Способ формирования осевого заряда взрывчатого вещества при производстве буровзрывных работ на кимберлитовых месторождениях
- Способ вскрытия и разработки наклонных и крутопадающих месторождений
- Способ селективной разработки алмазосодержащих руд
- Способ липкостной сепарации при обогащении алмазосодержащего сырья

## Награды
- Премия Правительства РФ в области науки и техники (1998) — за разработку и внедрение экологически чистой электрохимической технологии водоподготовки при обогащении алмазосодержащего сырья на предприятиях акционерной компании «Алмазы России — Саха»[5]
- Орден Почета (06.07.1995) — за высокие достижения в профессиональной деятельности и развитии отрасли народного хозяйства Российской Федерации — алмазной промышленности.[6]
- Орден Полярная Звезда (26.09.2000) — за выдающийся вклад в организации алмазодобычи на территории Якутии.[7]
- Шахтерская Слава (05.06.1981) — Министерством Цветной Металлургии СССР за безупречную работу в горнодобывающей промышленности.
- Почетный гражданин Республики Саха (Якутия)
- Заслуженный работник народного хозяйства РС (Якутия)
- Медаль «Ветеран труда»

- По версии ИД «Коммерсантъ» в 2002 году входил в ТОП-10 профессиональных менеджеров России.[8]

## Семья
Супруга — Дюкарева Ольга Викторовна, инженер-металлург, ветеран алмазодобывающей промышленности. Есть двое сыновей: Дюкарев Игорь — так же стал горным инженером и закончил тот же университет, что и отец; Дюкарев Олег — врач.

## Смерть
16 сентября 2021 года скончался от последствий перенесенной коронавирусной инфекции в возрасте 78 лет. Похоронен с супругой на Троекуровском кладбище.